# Mecosorus schomburgkii
Mecosorus schomburgkii là một loài dương xỉ trong họ Polypodiaceae. Loài này được Klotzsch mô tả khoa học đầu tiên năm 1847.
Danh pháp khoa học của loài này chưa được làm sáng tỏ. 